# Vrouwe van Rijnsburgerbrug
De Vrouwe van Rijnsburgerbrug is een gemetselde boogbrug in het centrum van de stad Delft, in de Nederlandse provincie Zuid-Holland. De brug bevindt zich vlak naast de Nieuwe Kerk en is een rijksmonument. 
De brug stamt uit de 16e eeuw en is hiermee een van de oudste bruggen van Delft.
In 2012 is brug geheel gerenoveerd. Het werk bestond onder andere uit het herstellen van het metsel- en voegwerk, het verwijderen, herstellen en aanbrengen van het metselwerk van de boog en het herstellen en lijmen van natuurstenen elementen. Ook het verwijderen, herstellen en aanbrengen van de gietijzeren brugleuningen en uiteindelijk het aanbrengen van authentieke bestratingen. 

## Naamgeving
De brug is genoemd naar de abdis van Rijnsburg, een abdij met rechtsheerlijkheid van gebieden in en om Delft.
Het is een gemetselde boogbrug met trapjes aan de zijde van het Vrouwenregt.

## Galerij

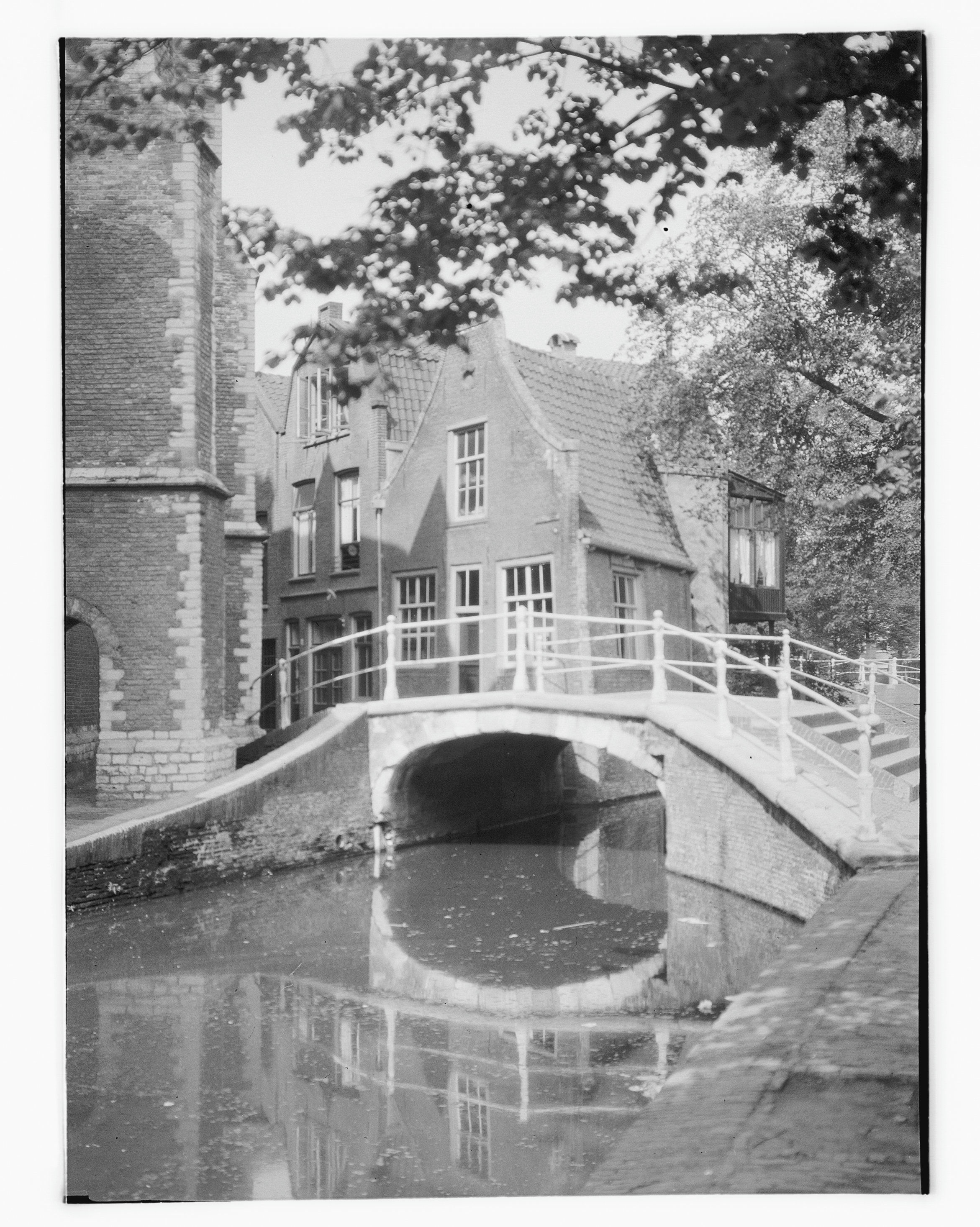
Aanzicht
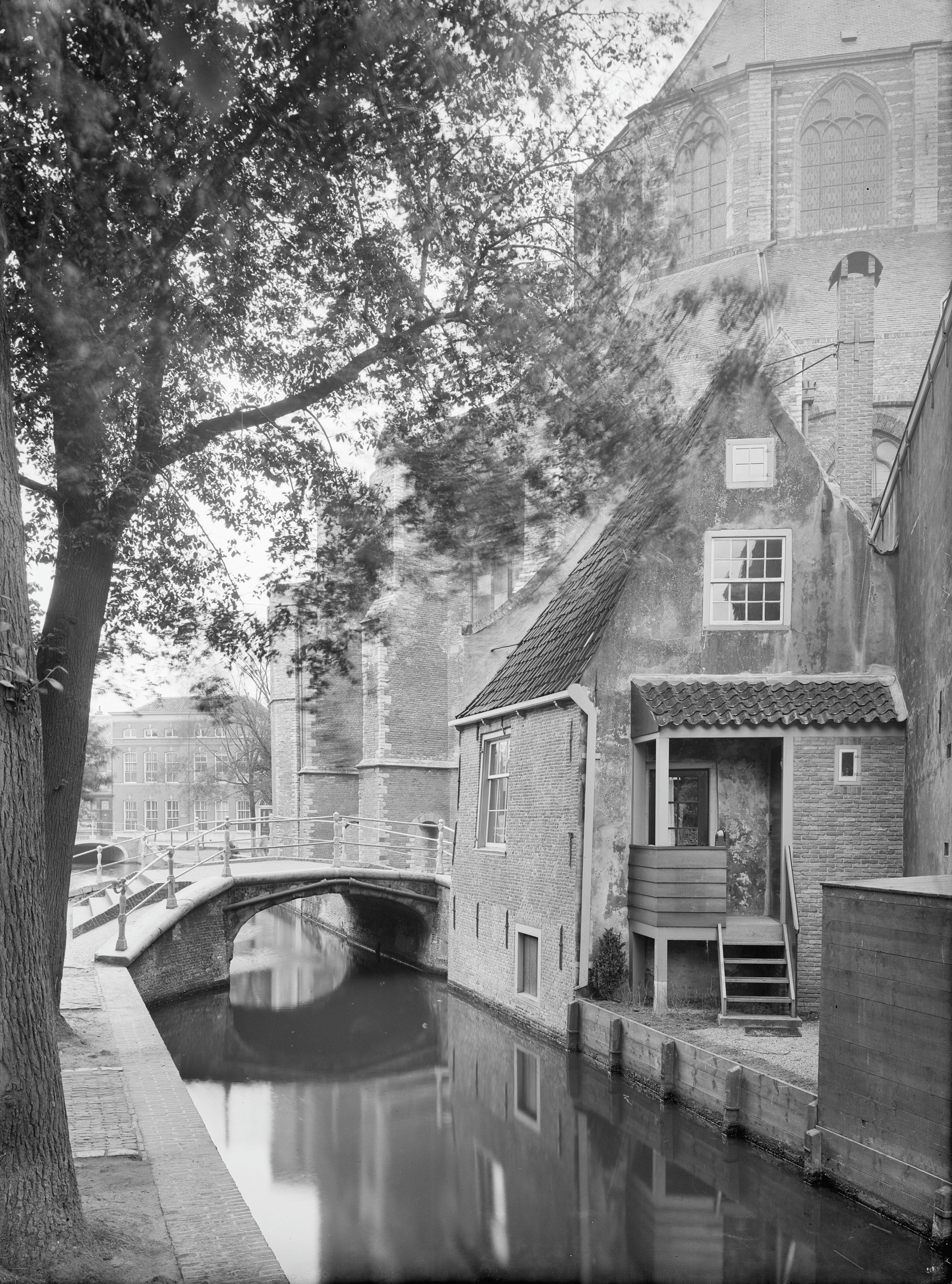
Brug na restauratie
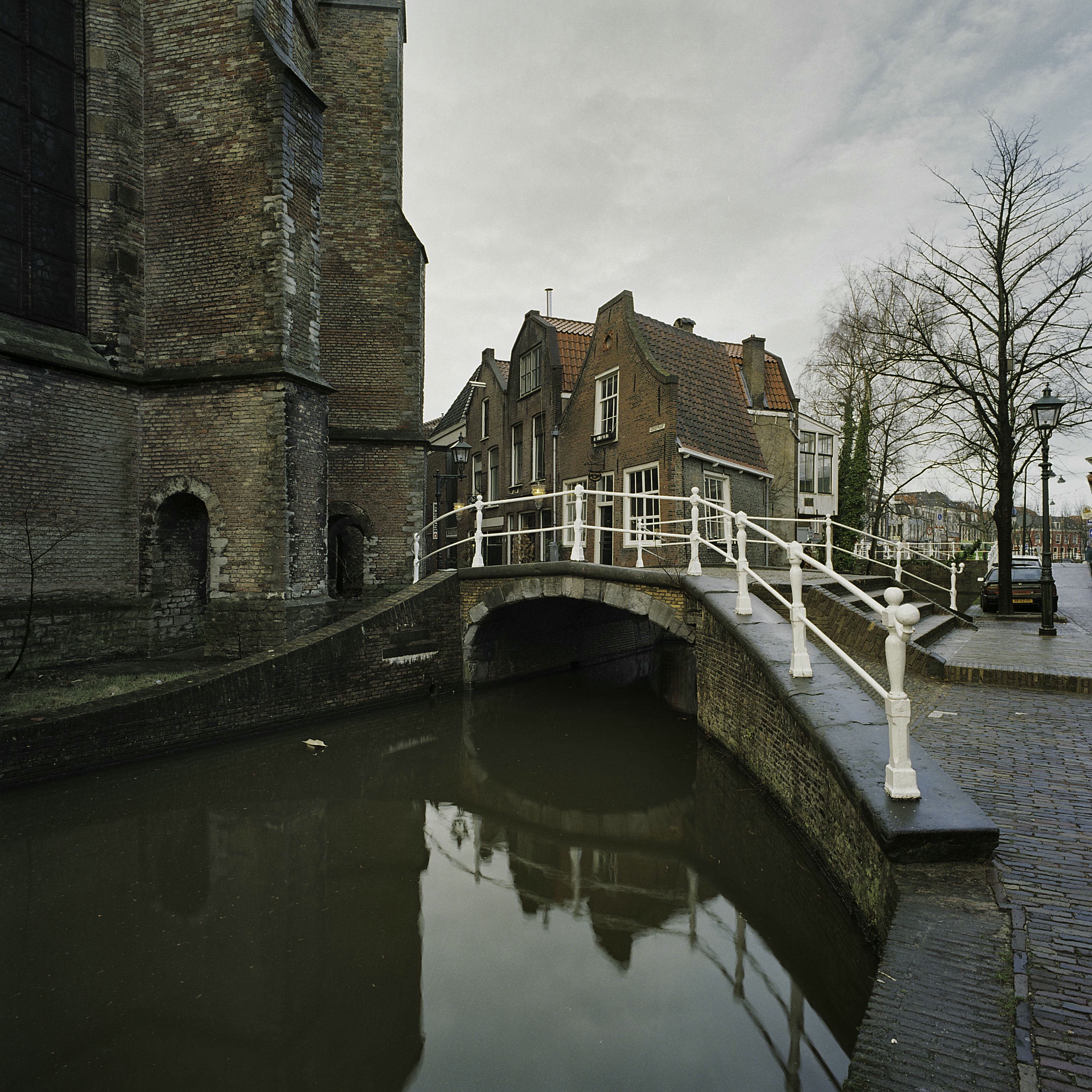
Overzicht met op de voorgrond de stenen brug